# Бирюлёво (усадьба)
Бирюлёво — дворянская усадьба, располагавшаяся на берегу реки Городни у деревни Бирюлёво. В настоящее время территория в составе района Чертаново Центральное Южного административного округа города Москвы. Имелись усадебный дом и оранжерея, располагавшиеся на месте домов 15 и 17 по улице Красного Маяка. Частично сохранились дубовый парк с аллеями середины XIX века и липовая подъездная аллея.

## История
Первыми документально известными владельцами усадьбы являлись Плещеевы. Прямые потомки боярина Фёдора Бяконта и его сына Александра Фёдоровича Плещея. По писцовой книге 1627 года, усадьба и деревня Бирилёво, находилась в поместье за Иваном Васильевичем Плещеевым, которому досталась после отца и дяди. В то время она состояла из двора помещика и одного двора бобылей. В 1646 году владельцем был Алексей Андреевич Плещеев. В 1709 году имением владели двоюродные братья, стольники Алексей Львович и Иван Никифорович Плещеевы. У каждого из них в собственности было по двору вотчинника.

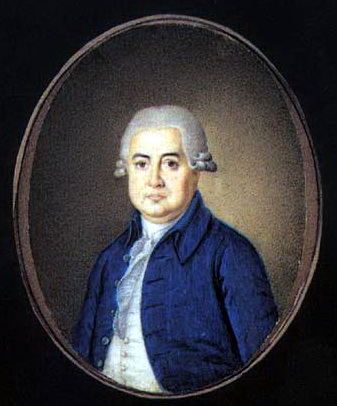
Пётр Татищев

По данным Генерального межевания, в середине XVIII века Бирюлёвское имение принадлежало лейб-гвардии секунд-майору Петру Алексеевичу Татищеву и поручику Александру Алексеевичу Плещееву, а впоследствии П. А. Татищев стал полным владельцем. Он был женат на Настасье Парамоновне Плещеевой и, по всей видимости, Бирюлёво было приданым его супруги, умершей в 1769 году.
Считается, что в 1812 году Бирюлёво находилось в собственности княгини Натальи Петровны Долгоруковой. Однако в родословной Долгоруковых такого лица нет. В 1815 году князь Николай Петрович Оболенский купил Бирюлёво. В 1853 году его вдова княгиня Аграфена Степановна Оболенская продала участок из состава Бирюлёва мещанке Ф. Романовой. По данным 1884 года в Бирюлёве имелись одна летняя дача владельца, то есть усадьба, и расположенные особняком за её пределами 18 дворов, в которых жили 108 человек.
Позднее владельцем усадьбы в Бирюлёво был инженер-капитан Иван Александрович Ромейко с 1890 года, ставший впоследствии купцом 2-й гильдии и торговавший хрусталем и фарфором. Его сменил действительный статский советник Донат Адамович Печонтковский с 1899 года. Последним владельцем имения был Эсманский.